# Когда твоя девушка больна
«Когда твоя девушка больна» — песня советской рок-группы «Кино», вошедшая в «Чёрный альбом» (восьмой студийный альбом коллектива), изданная после смерти её автора — Виктора Цоя. Песня активно исполнялась музыкантами на «квартирниках» с 1988 года. У автора были планы на создание бой-бэнда, который бы исполнял «попсовые», по мнению Цоя, песни (включая «Когда твоя девушка больна»). Ей не находилось места на пластинках, изданных ранее. В атмосферу «Чёрного альбома» она также не вписывается, но музыканты посчитали, что публика должна её услышать.
Текст композиции достаточно простой — лирический герой грустит, так как его девушка заболела, и весь мир без неё кажется «не таким», ничто не в радость. Виталий Калгин назвал текст песни ироничным.
Музыкальные эксперты видят определённые совпадения между композициями «Когда твоя девушка больна» и песней группы «The Smiths» под названием «Girlfriend in a Coma».

## Предыстория

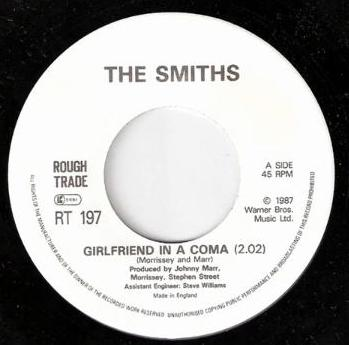
Диск с синглом «Girlfriend in a Coma».

Существуют много различных версий, кому посвящена песня. Согласно одной из них, композиция посвящена Марианне Цой, жене Виктора Цоя. Однако, на момент написания композиции супруги уже не жили вместе. Есть и другое, более простое предположение: лидер группы «Кино» написал песню, чтобы подбодрить Юрия Каспаряна, у которого болела девушка Марина Смирнова, которая вместе с Цоем снималась в главной роли фильма «Игла»:

Я часто болела, а Юрий бегал вокруг меня с лекарствами. Витя не мог его никуда вытащить из-за меня. Тогда и родилась песня «Когда твоя девушка больна», которая стала хитом того времени. Эта песня и роль в фильме «Игла» — единственное, что мне осталось от Вити.— Марина Смирнова
С этой версией согласен сам Каспарян. Именно этой версии придерживаются большинство фанатов творчества группы «Кино».

## Музыкальный стиль
Да я занимаюсь поп-музыкой. Музыка должна охватывать все: она должна когда надо, смешить, когда надо, веселить, а когда надо, и заставлять думать. …"Когда твоя девушка больна" — в ней есть шутка и самые простые рифмы, типа «кино — вино» — и больше ничего.— Виктор Цой
Песня подверглась огромным вопросам к группе из-за его заметного поп-звучания. Некоторые обвиняли в этом смену продюсера, однако сам Юрий Айзеншпис и участники группы опровергли это. Исследователь творчества Виктора Цоя, Виталий Калгин, не согласен с этим мнением. Он считает, что творчество «Кино» включало в себя элементы поп-музыки изначально. Более того, в альбоме «Это не любовь», по мнению Калгина, есть более «попсовые» песни, чем «Когда твоя девушка больна».

## Участники записи
- Виктор Цой — вокал, акустическая гитара
- Юрий Каспарян — акустическая гитара, клавишные
- Игорь Тихомиров — бас-гитара
- Георгий Гурьянов — программирование драм-машины «Yamaha RX-5»

## Кавер-версии
В 2000 году певица Юлия Чичерина записала кавер-версию песни для альбома «КИНОпробы».